# Подосинки (полигон)
Подосинки — испытательный полигон военно-химического назначения, использовавшийся в 1926—1927 гг. в рамках работы немецкого «объекта Томка» на территории СССР. Располагался в Подмосковье, вблизи железнодорожной станции Подосинки. Позднее испытания были перенесены в Саратовскую область, на полигон «Томка».
Название имеет слабое отношение к действительному месту расположения полигона, так как в Подосинках располагались только 3 дачи, где жили немецкие специалисты. Также в районе Подосинки-Ухтомская располагался аэродром, незадолго до этих событий переданный в военно-химическое управление (ВОХИМУ) для обслуживания работ на полигоне. Сами испытания проходили на созданном ещё в 1918 году военно-химическом полигоне в Кузьминках.
В 1926 году над полигоном прошло 43 полёта с имитацией разлива с самолёта иприта (только имитацией, так как немецкий иприт в СССР ещё не привезли, а существование советского не афишировалось перед немецкими союзниками). Испытания были удачными, поэтому в 1927 году полигон был расширен и стал иметь площадь в 9—11 км².
Позже инфраструктура полигона была расширена ещё больше, только детские площадки были рассчитаны на 300 детей. На полигоне останавливались войска, приезжавшие для участия в парадах на 1 мая и 7 ноября. Для них на полигоне каждый раз сооружался макет Красной площади.
В целом, полигон просуществовал с 1918 по 1961—1962 годы.